# Mönchpfiffel-Nikolausrieth
Mönchpfiffel-Nikolausrieth är en kommun i Kyffhäuserkreis i förbundslandet Thüringen i Tyskland.
Kommunen ingår i förvaltningsgemenskapen Artern tillsammans med kommunerna Borxleben, Gehofen, Kalbsrieth, Reinsdorf och Artern.